# The Split
The Split  – brytyjski serial telewizyjny wyprodukowany przez Sister Pictures, którego twórcą jest  Abi Morgan. Serial jest emitowany od 24 kwietnia 2018 roku przez BBC One.

## Fabuła
Serial opowiada o Hannah Stern, prawniczce rozwodowej, która ma dość pracy w kancelarii swojej matki. Postanawia przejść do konkurencji, a po pewnym czasie obie spotykają się w sali sądowej po przeciwnych stronach w głośnym procesie rozwodowym pewnego milionera.

## Obsada

### Główna
- Nicola Walker jako Hannah Stern[2]
- Stephen Mangan jako Nathan Stern[2]
- Fiona Button jako Rose Defoe[2]
- Annabel Scholey jako Nina Defoe[2]
- Barry Atsma jako Christie Carmichael[2]
- Stephen Tompkinson jako Davey McKenzie
- Meera Syal jako Goldie McKenzie[2]
- Anthony Head jako Oscar Defoe
- Deborah Findlay jako Ruth Defoe[2]
- Mathew Baynton jako Rex Pope

### Role drugoplanowe
- Rudi Dharmalingam jako James Cutler
- Chukwudi Iwuji jako Alex 'Zander' Hale
- Kobna Holdbook-Smith jako Glen Peters
- Maggie O’Neill jako Yvonne Duchy
- Elizabeth Roberts jako Liv Stern
- Molly Cowen jako Tilly Stern
- Toby Oliver jako Vinnie Stern
- Afolabi Alli jako Sean Bainbridge
- Ellora Torchia jako Maggie Lavelle

## Odcinki
| Seria | Odcinki | Oryginalna emisja w BBC One | Oryginalna emisja w BBC One |
| Seria | Odcinki | Premiera serii              | Koniec serii                |
| ----- | ------- | --------------------------- | --------------------------- |
| 1     | 6       | 24 kwietnia 2018            | 29 maja 2018                |

### Sezon 1 (2018)
| Nr | # | Tytuł     | Reżyseria     | Scenariusz                  | Premiera w BBC One |
| -- | - | --------- | ------------- | --------------------------- | ------------------ |
| 1  | 1 | Episode   | Jessica Hobbs | Abi Morgan                  | 24 kwietnia 2018   |
| 2  | 2 | Episode 2 | Jessica Hobbs | Abi Morgan                  | 1 maja 2018        |
| 3  | 3 | Episode 3 | Jessica Hobbs | Abi Morgan, Jane Eden       | 8 maja 2018        |
| 4  | 4 | Episode 4 | Jessica Hobbs | Abi Morgan                  | 15 maja 2018       |
| 5  | 5 | Episode 5 | Jessica Hobbs | Abi Morgan, Louise Ironside | 22 maja 2018       |
| 6  | 6 | Episode 2 | Jessica Hobbs | Abi Morgan                  | 29 maja 2018       |

## Produkcja
25 sierpnia 2016 roku, stacja BBC One zamówiła pierwszy sezon dramatu prawniczego.
Pod koniec czerwca 2017 roku, poinformowano, że do obsady dołączyli:Nicola Walker jako Hannah Stern,  Stephen Mangan jako Nathan Stern, Fiona Button jako Rose Defoe, Annabel Scholey jako Nina Defoe,  Barry Atsma jako Christie Carmichael,  Stephen Tompkinson jako Davey McKenzie,  Meera Syal jako Goldie McKenzie oraz  Deborah Findlay jako Ruth Defoe.
30 maja 2018 roku, stacja  BBC One przedłużyła serial o drugi sezon.